# Helton Tarn
Der Helton Tarn ist ein See im Lake District, Cumbria, England.
Nördlich von Witherslack wird der Helton Tarn vom River Winster gebildet.
Es heißt, dass im See, das erste aus Eisen gebaute Boot versunken ist. Im 18. Jahrhundert bot John Wilkinson aus Lindale an, Eisenerz von den Furness Fells zu schmelzen. Das Erz wollte er mit eisernen Booten transportieren, wofür er verschiedene Modelle als Experiment anfertigte. Es sind aber keine Reste dieser Versuche gefunden worden.